# Heterolocha ferruginata
Heterolocha ferruginata är en fjärilsart som beskrevs av Max Joseph Bastelberger 1911. Heterolocha ferruginata ingår i släktet Heterolocha och familjen mätare. Inga underarter finns listade i Catalogue of Life.